# Cheilanthes perrieri
Cheilanthes perrieri är en kantbräkenväxtart som beskrevs av Jacobus Petrus Roux.
Cheilanthes perrieri ingår i släktet Cheilanthes och familjen Pteridaceae. Inga underarter finns listade i  Catalogue of Life.